# Tandarica
Alexandru Veteranyi, más conocido artísticamente como Tandarica (Bucarest, 16 de enero de 1926-Buenos Aires, 1 de mayo de 1995), fue un actor cómico y humorista rumano muy popular de cine, teatro y televisión que actuó en Argentina durante los años ochenta.

## Carrera
Tandarica fue un genial personaje con el que adoptaría como nombre artístico y sello propio en dos filmes argentinos y varios programas televisivos. Se trataba de un mozo muy torpe y sospechosamente ebrio que, con sus actos tontos y caídas, provoca molestias y desastres a su alrededor. Era considerado como un Chaplin argentino, actor que fue su gran inspiración.
Actuó también en el circo del Río de la Plata y en teatro de revista.
Trabajó imitando personalidades como Stalin, Fidel Castro y Francisco Franco, recibiendo en esa oportunidad el "Óscar del Humor", un trofeo que se daba en España para premiar a los grandes cómicos.
Llegó a filmar algunas películas, incluida una en Hollywood junto a Silvester Stallone.
Tandarica falleció el 1 de mayo de 1995 a los 69 años, luego de una larga enfermedad. Fue enterrado en el Panteón de la Asociación Argentina de Actores y Actrices en el Cementerio de la Chacarita. Su hija, Aglaja Veteranyi, una prestigiosa actriz, escritora y directora de teatro, publicó un libro al poco tiempo titulado Por qué se cuece el niño en la polenta, donde contaba situaciones muy duras sobre su padre. Ella se suicidó tiempo después en Suiza.
En 2013, el programa televisivo humorístico Sin codificar le rindió un especial homenaje con un personaje que se hacía llamar "El Nieto de Tandarica".

## Filmografía
- 1985: El telo y la tele
- 1987: Los colimbas al ataque
- 1987: Los bañeros más locos del mundo
- 1990: Corona se va al karate[3]

## Televisión
- 1983: Mesa de noticias con Juan Carlos Mesa, Gianni Lunadei y Beatriz Bonnet.
- 1983: Recreo 11.
- 1984: Las mil y una de Sapag.
- 1986: Las gatitas y ratones de Porcel.
- 1987: Badía y compañía.
- 1990: Videomatch, conducido por Marcelo Tinelli.

## Teatro
- Los años locos del Tabarís (1980), con Alberto Anchart, Mario Sánchez, Moria Casán, Orlando Marconi, Carmen Barbieri, Violeta Montenegro y Carlos Scazziotta.
- ¡Si...fantástica! (1981), con Adriana Aguirre, Alfredo Barbieri, Rudy Chernicoff, Karol Iujas, Jorge Troiani, entre otros.
- La revista debe seguir, de Carlos A. Petit, estrenada en el Teatro Santa Fe, de Mar del Plata. Junto a Zulma Faiad, Mario Sánchez y Violeta Montenegro.
- La revista del paro general (1984), con José Marrone, Luisa Albinoni, Tristán y Thelma Stefani.
- Teatro El Nacional, en Rosario (1987). Revista junto a Héctor Vicari, Adriana Aguirre, Alberto Anchart y Marcos Zucker.
- La noche está que arde (1987), estrenada en el Teatro La Sombrilla de Villa Carlos Paz, junto a José Marrone, Adriana Aguirre, Adriana Brodsky, Betty Villar, Juan José Camero, Liliana (cantante de Las Primas), Xica Dos Santos (Miss Ipanema 1986) y Adriana Basualdo.
- La revista del escolazo (1987), con Adriana Aguirre, Mario Sapag, Alberto Anchart y Betty Villar.
- El Show de Carlitos Balá, en el Teatro Metropolitan, con Carlitos Balá. Allí interpretaba su personaje de mozo.
- Los spaguettis (1989)
- La revista corrupta (1991), en el Teatro Tabarís, con Tristán, Beatriz Salomón, Nito Artaza y Mónica Guido.